# Johann Zarca
Œuvres principales
- romans :
  - Le Boss de Boulogne (2014)
  - Phi Prob (2015)
  - 2017 : L'élection improbable (2016)
  - P'tit monstre (2017)
  - Paname Underground (2017)
  - Les meilleures nouvelles 2018 (2018)
  - Success Story avec Romain Ternaux (2019)
  - Braquo sauce samouraï (2019)
  - Opération Latex (2021)
  - Chems (2021)
  - La nuit des hyènes (2022)
  - Drag (2023)
  - "Clean" (2025)
- blog : « Le mec de l'underground »

Pour l’article homonyme, voir Yaël Zarca.
Johann Zarca, qui écrit sous le pseudonyme Zarca, né en 1984, est un écrivain français.

## Biographie
Il grandit à Bry-sur-Marne, dans le Val-de-Marne. Après des études de journalisme, interrompues, et une succession de « petits jobs alimentaires », il écrit en autodidacte. Ses romans se caractérisent par leur transcription du « parler de la rue » et leur exploration ou décodage d'un milieu « underground », notamment parisien,.
Selon Radio France, Zarca « écrit depuis l'enfance, avant d'aller trainer dans le bois de Boulogne, sans noircir pour autant son casier judiciaire ». Elle le décrit comme ayant « les attributs du jeune banlieusard qui aime se promener à la marge de son époque, le passé trouble et la langue ». 20 minutes note « l’argot juste [et] le style frontal » de ses écrits.
Johann Zarca est « remarqu[é] » à partir de 2014 pour « son blog Le Mec de l'Underground puis [pour] son premier roman Le Boss de Boulogne », aux éditions Don Quichotte, roman « glauque, trash, fascinant », narré dans un « langage très parlé, que Johann Zarca cisèle pour le passer à l'écrit ». Son écriture est alors qualifiée de « crue, brute, rythmée, enrobée de l’univers urbain et hip-hop ».
Son quatrième roman, Paname Underground, paru aux éditions Goutte d'Or (dont il est l'un des trois fondateurs en 2016), est récompensé du prix de Flore 2017. Le Nouvel Observateur écrit au sujet de ce « récit entre réel et fiction [qui] nous amène dans les lieux les plus louches de la capitale » : « C'est avant tout la langue de Zarca qui est jouissive, mélange d'argot venu de tous les horizons : des banlieues, des films noirs ou de l'arabe ». Le magazine Les Inrockuptibles qualifie le roman de « thriller halluciné porté par un style oral qui plonge dans les cloaques de la capitale ».